# Dukt Nad Spławami

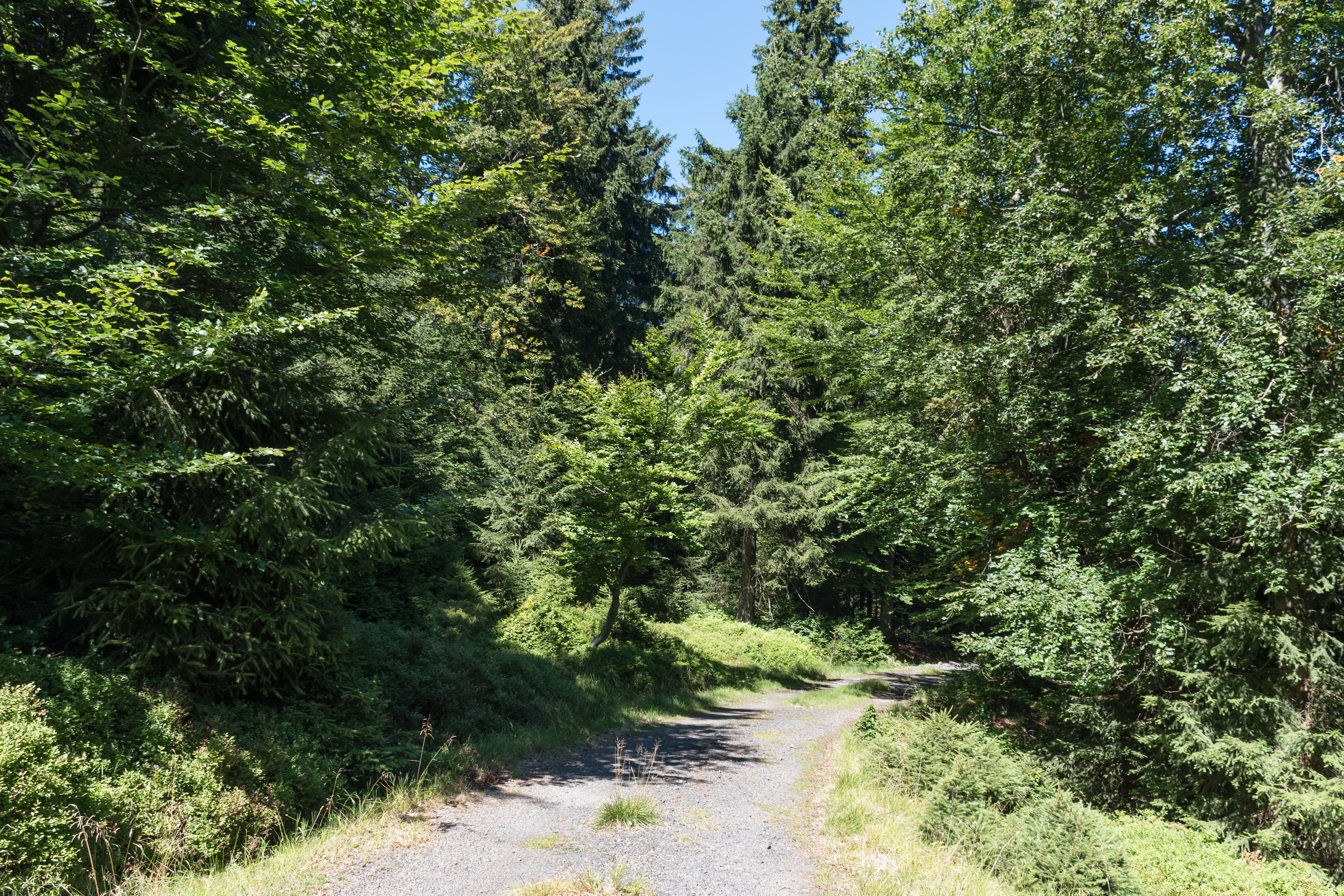
Dukt Nad Spławami na północno-wschodnim zboczu Iwinki, na obrzeżu rezerwatu przyrody Puszcza Śnieżnej Białki

Dukt Nad Spławami  (dawniej niem. Mährische Straße i Bismark Straße) – górska droga leśna w południowo-zachodniej Polsce w Górach Bialskich, w gminie Stronie Śląskie, (powiat kłodzki).

## Przebieg i opis
Droga leśna w Sudetach Wschodnich, na obszarze Gór Bialskich, prowadząca przez teren Śnieżnickiego Parku Krajobrazowego ponad Bielicami na wysokości od 1002 do 990 m n.p.m. od Przełęczy Suchej do źródeł Białego Spławu. Dukt należy do jednych z najbardziej widokowych dróg w Górach Bialskich.
Duktem Nad Spławami nazwany jest odcinek starej drogi w południowo-wschodniej części Gór Bialskich przebiegająca nad ciekami zwanymi Spławami. Ciągnie się na długości ponad 14,5 km od Przełęczy Suchej (1002 m n.p.m.) na zachodzie, do strefy źródliskowej Białego Spławu na wschodzie, pokonując różnicę wzniesień około 12 m. Dukt odchodząc od Drogi Marianny na Przełęczy Suchej trawersuje południowo-zachodnie zbocza Jawornickiej Kopy i Orlika, następnie przechodzi na północno-wschodnie zbocze Rudych Krzyży. Poniżej przełęczy Siodło Pod Rudawcem droga skręca o 180° i wchodzi na zachodnio-północne zbocze Rudawca, następnie okrąża od północy Białą Kopę i kieruje się w kierunku południowo-wschodnim trawersując na długim odcinku wzdłuż granicy rezerwatu Puszczy Śnieżnej Białki wschodnie zbocze Iwinki, następnie wchodzi na północno-wschodnie zbocze Działu. Opuszczając zbocze Działu, dukt skręca o 180° i trawersuje północno-zachodni stok Postawnej.
Dukt Nad Spławami prowadzi nad ciekami: Działowy Spław, Krótki Spław, Długi Spław, Biały Spław. Droga łączy się z Czarnobielskim Duktem i drogą prowadzącą wzdłuż Białej Lądeckiej do Bielic. Poszczególne części Duktu nad Spławami czasem zwane są „Jawornickim Duktem” i „Nadbielskim Duktem”.

## Historia
Drogę wybudowano na przełomie XIX i XX wieku jako jedną z pierwszych leśnych dróg w dobrach klucza strońskiego należącego do królewny Marianny Orańskiej. W tamtym okresie droga miała ważne znaczenie dla lokalnego przemysłu i ruchu turystycznego, służyła głównie do wywózki drewna pozyskiwanego na terenie Gór Bialskich. W obecnym czasie droga jest mało uczęszczana i zaliczana jest do zapomnianych dróg w Masywie Śnieżnika.

## Turystyka
- Do drogi można się dostać, od strony Bielic idąc wzdłuż Doliny Białej Lądeckiej w kierunku granicy państwa lub z Nowej Morawy wzdłuż Drogi Marianny.
- Na całej długości droga prowadzi przez lasy świerkowe, oprócz fragmentu na Przełęczy Suchej, skąd otwiera się widok na północną część Gór Bialskich z Czernicą i na Góry Złote.
- Duktem prowadzi trasa rowerowa i narciarska trasa biegowa.